# Anspruch auf Strafverfolgung Dritter
Der Anspruch auf Strafverfolgung Dritter, auch Recht auf effektive Strafverfolgung oder Anspruch auf effektive Strafverfolgung, ist ein Begriff aus dem deutschen Strafprozessrecht. Er beschreibt einen individuell einklagbaren Anspruch einer Person auf eine effektive  Verfolgung einer Straftat eines Dritten durch den Staat. Ein Anspruch auf Strafverfolgung Dritter besteht in Deutschland nach der Rechtsprechung des Bundesverfassungsgerichts seit 2014 in näher bestimmten Fallgruppen.

## Herleitung

### Grundsatz
Im deutschen Strafprozessrecht besteht grundsätzlich kein Anspruch des Verletzten einer Straftat auf die Verfolgung der Tat durch den Staat. Dies bedeutet, dass der Verletzte nicht das Recht hat, von den Strafverfolgungsbehörden die Ermittlung der Person des Täters, der Tatumstände und Tatfolgen, die Anklage durch die Staatsanwaltschaft und Verurteilung durch ein staatliches Gericht zu verlangen und dieses Recht gegebenenfalls vor Gericht einzuklagen. Dieser Grundsatz ergibt sich aus dem Strafmonopol des Staates: Straftaten sollen nicht von Bürgern aus eigenem Interesse (Selbstjustiz), sondern vom Staat im Interesse der Gesellschaft verfolgt werden.

### Reflexrecht
Gleichwohl kennt das deutsche Strafprozessrecht die Institute des Ermittlungserzwingungsverfahrens und des Klageerzwingungsverfahrens. Danach kann der Verletzte einer Straftat unter bestimmten Voraussetzungen, nämlich wenn die Staatsanwaltschaft das Bestehen eines Anfangsverdachts beziehungsweise eines hinreichenden Tatverdachts zu Unrecht verneint, durch einen Antrag an das Gericht die Anordnung der Ermittlungen beziehungsweise die Erhebung der öffentlichen Klage erreichen.
Durch diese Verfahren kann der Verletzte erreichen, dass die Straftat vom Staat verfolgt wird. Gleichwohl dienen Ermittlungs- und Klageerzwingungsverfahren nicht dem Schutz der Rechte des Verletzten, sondern der effektiven Kontrolle der Strafverfolgungsbehörden durch das Gericht. Daraus folgert die Rechtswissenschaft, dass ein bloßes Reflexrecht des Verletzten und kein echtes Recht auf Strafverfolgung besteht.

### Ausnahme
Bei erheblichen Straftaten gegen das Leben, die körperliche Unversehrtheit und die Freiheit der Person kann ein solches aber in Betracht kommen. Dies ist Ausdruck der staatlichen Schutzpflicht für diese grundrechtlich geschützten Güter.
Insbesondere kann ein solcher Anspruch gegeben sein, wenn der Vorwurf im Raum steht, dass Amtsträger bei Wahrnehmung hoheitlicher Aufgaben Straftaten begangen haben und in Konstellationen, in denen sich die Opfer möglicher Straftaten in einem besonderen Gewaltverhältnis zum Staat befinden und diesem eine spezifische Fürsorge- und Obhutspflicht obliegt. Nach einer Entscheidung des Bundesverfassungsgerichts vom 11. Februar 2022 gilt diese Ausnahme darüber hinaus „auch für Straftatbestände, die die Rechtspflege schützen sollen“.

## Anspruchsvoraussetzungen
Die Rechtsprechung postuliert folgende Voraussetzungen:
- Erhebliche Straftaten gegen das Leben, die körperliche Unversehrtheit, die sexuelle Selbstbestimmung und die Freiheit der Person, unter dieser Prämisse insbesondere bei
  - Delikten von Amtsträgern (ein Amtsträger wird verdächtigt, in Ausübung des ihm anvertrauten öffentlichen Amtes eine Straftat begangen zu haben),
  - Straftaten, bei denen sich die Opfer in einem besonderen Obhutsverhältnis zur öffentlichen Hand befinden,
  - Straftatbestände, die die Rechtspflege schützen sollen.

Die Anspruchsgrundlage findet sich in den Grundrechten auf Leben und körperliche Unversehrtheit und der Freiheit der Person, Art. 2 Abs. 2 GG, in Verbindung mit der Grundrechtsbindung des Staates, Art. 1 Abs. 3 GG.

## Anspruchsinhalt
Der Inhalt des Anspruch auf Strafverfolgung Dritter besteht in einer effektiven staatlichen Strafverfolgung dergestalt, dass Staatsanwaltschaft und Polizei von den ihnen zur Verfügung stehenden Mitteln und Befugnissen Gebrauch machen, um den Sachverhalt aufzuklären und Beweismittel zu sichern. Es muss jedoch nicht zwangsläufig Anklage erhoben werden. Das Bundesverfassungsgericht führt dazu aus:

„Die (verfassungsrechtliche) Verpflichtung zur effektiven Strafverfolgung bezieht sich auf das Tätigwerden aller Strafverfolgungsorgane. Ihr Ziel muss es sein, eine wirksame Anwendung der zum Schutz des Lebens, der körperlichen Integrität, der sexuellen Selbstbestimmung und der Freiheit der Person erlassenen Strafvorschriften sicherzustellen. Es muss insoweit gewährleistet werden, dass Straftäter für von ihnen verschuldete Verletzungen dieser Rechtsgüter auch tatsächlich zur Verantwortung gezogen werden.
Dies bedeutet nicht, dass der in Rede stehenden Verpflichtung stets nur durch Erhebung einer Anklage genügt werden kann. Vielfach wird es ausreichend sein, wenn die Staatsanwaltschaft als Herrin des Ermittlungsverfahrens und – nach ihrer Weisung – die Polizei die ihnen zur Verfügung stehenden Mittel personeller und sächlicher Art sowie ihre Befugnisse auch tatsächlich nach Maßgabe eines angemessenen Ressourceneinsatzes nutzen, um den Sachverhalt aufzuklären und Beweismittel zu sichern.
Die Erfüllung der Verpflichtung zur effektiven Strafverfolgung unterliegt der gerichtlichen Kontrolle (§§ 172 ff. StPO) und setzt eine detaillierte und vollständige Dokumentation des Ermittlungsverlaufs ebenso voraus wie eine nachvollziehbare Begründung der Einstellungsentscheidungen.“

Der Anspruch wird im Wege des Ermittlungs- oder Klageerzwingungsverfahrens durchgesetzt. In der Praxis wird der Anspruch relevant, wenn offensichtliche Ermittlungsmöglichkeiten nicht ausgeschöpft wurden. Dann kann der Verletzte der Tat ein gescheitertes Klageerzwingungsverfahren einer Nachkontrolle durch das Bundesverfassungsgericht unterziehen.
Ziel des Anspruchs ist es, eine wirksame Anwendung der erlassenen Strafvorschriften sicherzustellen. Der Anspruch ist höchstpersönlicher Natur. Er kann vor allem bei Kapitaldelikten aber auch nahen Angehörigen zustehen.

## Entwicklung

### Entwicklung durch die Rechtsprechung
Der Anspruch auf Strafverfolgung Dritter geht zurück auf eine Entscheidung des Europäischen Gerichtshofs für Menschenrechte aus dem Jahr 1999. Danach sind die Mitgliedsstaaten verpflichtet, wirksame amtliche Ermittlungen anzustellen, insbesondere wenn sich der Verdacht gegen Repräsentanten des Staates richtet.
In der Tennessee-Eisenberg-Entscheidung ging das Bundesverfassungsgericht zum ersten Mal von einem Anspruch auf Strafverfolgung Dritter aus. Im konkreten Fall, der sich auf die fahrlässige Tötung eines Schülers durch einen Polizeibeamten bezog, war die Staatsanwaltschaft diesem Anspruch durch Einleitung des Ermittlungsverfahrens und die Aufklärung des Sachverhalts nach Ansicht des Gerichts gerecht geworden. Die Staatsanwaltschaft hatte das Verfahren wegen Fehlen eines hinreichenden Tatverdachts eingestellt. Der auf Erzwingung der Anklage gerichtete Antrag war abgelehnt worden. Das Bundesverfassungsgericht nahm die Verfassungsbeschwerde nicht zur Entscheidung an.
In drei weiteren Kammerentscheidungen („Gorch Fock“ oder „Jenny Böken“, „Lokalderby“ und „Luftangriff bei Kundus“) befasste sich das Bundesverfassungsgericht mit dem Anspruch auf Strafverfolgung Dritter in der Konstellation der Tat durch einen der Amtsträger. In keinem Fall wurde die Verfassungsbeschwerde jedoch zur Entscheidung angenommen, weil die Staatsanwaltschaft ein Ermittlungsverfahren durchgeführt und den Sachverhalt ausreichend aufgeklärt habe.
Über die erste erfolgreiche Verfassungsbeschwerde wurde am 15. Januar 2020 entschieden.
Eine rechtswidrig fixierte Patientin beschwerte sich erfolgreich gegen die Einstellung des Ermittlungsverfahrens gegen den verantwortlichen Stationsarzt, einen Amtsarzt und einen Pfleger. Betreffend die ebenfalls angezeigte Richterin wurde die Beschwerde zurückgewiesen, weil Anhaltspunkte für eine Rechtsbeugung (§ 339 StGB) nicht substantiiert vorgetragen worden waren.

### Entwicklung durch die Wissenschaft
Die Rechtswissenschaft begleitete die Entwicklung des Anspruchs durch die Rechtsprechung, indem sie effektivere Rechte für die Verletzten einer Straftat bei gleichzeitiger Stärkung des Vertrauens in die staatliche Strafverfolgung forderte.
In diesem Zusammenhang wird, neben der verfassungsrechtlichen Grundlage, insbesondere auf Art. 2 EMRK als Rechtsgrundlage hingewiesen.

## Beispiele
In den beiden Fällen wegen des Todes von Oury Jalloh und des Todes von Jeremiah Duggan berufen sich die Hinterbliebenen für ihren Anspruch auf Aufklärung dieser beiden Todesfälle auf die Rechtsprechung des Bundesverfassungsgerichts seit der Entscheidung im Fall Tennessee Eisenberg.